# Ercheia quadriplaga
Ercheia quadriplaga är en fjärilsart som beskrevs av Walker 1865. Ercheia quadriplaga ingår i släktet Ercheia och familjen nattflyn. Inga underarter finns listade i Catalogue of Life.